# DG Большой Медведицы
DG Большой Медведицы (лат. DG Ursae Majoris) — одиночная переменная звезда в созвездии Большой Медведицы на расстоянии (вычисленном из значения параллакса) приблизительно 54816 световых лет (около 16807 парсеков) от Солнца. Видимая звёздная величина звезды — от +17,8m до +15,8m.

## Характеристики
DG Большой Медведицы — пульсирующая переменная звезда типа RR Лиры (RRAB).